# Omar Hakim
Omar Hakim (Nova Iorque, 12 de fevereiro de 1959) é um baterista norte-americano proeminente que desenvolveu sua carreira no jazz, jazz fusion e música pop. Hakim ganhou uma enorme notoriedade quando ele se tornou parte do Weather Report, e depois como acompanhamento da banda de Sting, aparecendo no filme Bring of the Night.
Em 1984 gravou a maior parte das faixas de bateria do álbum Brothers in Arms, do grupo britânico Dire Straits, quando os produtores decidiram descartar o baterista original do grupo, Terry Williams, com a maioria dos temas já concluídos. Hakim regravou o álbum inteiro em apenas dois dias para deixar e ceder de novo o posto de Williams.
Entre 1988 e 1989, Omar Hakim apareceu regularmente como um membro da banda do programa norte-americano The Sunday Night, da emissora NBC. Depois de ser temporariamente substituído pelo baterista J. T. Lewis durante a segunda metade da temporada daquele ano, Hakim retornou à banda do final de 1989, quando o programa mudou seu nome para Night Music.
Entre os artistas mais destacados para os quais o músico gravou ou quem acompanhou incluem Anita Baker, Sting, Weather Report, Mariah Carey, Madonna, David Bowie, Miles Davis, Chic, Everything but the Girl, Marcus Miller, Kazumi Watanabe, Daft Punk, entre muitos outros.